# Bob Joles
 (décembre 2018).
Si vous disposez d'ouvrages ou d'articles de référence ou si vous connaissez des sites web de qualité traitant du thème abordé ici, merci de compléter l'article en donnant les références utiles à sa vérifiabilité et en les liant à la section « Notes et références ».
Bob Joles est un doubleur américain, né le 16 juillet 1959 à Glendora en Californie.

## Doublages
Comme il double les voix anglaises, les titres indiqués sont les titres en cette langue.

### Personnages d'animes
- Dinozaurs (en) : Dr Abbott
- Transformers: Robots in Disguise : X-Brawn
- Naruto : Fujin
- Bleach : Genryūsai Shigekuni Yamamoto

### Rôles dans desséries télévisées
- Planet Sheen : M. Nesmith
- Chowder : M. Fugu
- Danny Phantom : Frostbite
- Disney's House of Mouse : Sneezy
- The Suite Life of Zack and Cody : M. Tipton (on ne voit jamais le visage de l'acteur dans la série)
- Justice League Unlimited : Hadès (en)
- The Grim Adventures of Billy & Mandy : voix additionnelles
- SpongeBob SquarePants : Man Ray (après 2007)
- Time Squad : Benjamin Franklin, Ludwig van Beethoven, Orville Wright

### Rôles dans deslongs-métrages
- Les chroniques de Spiderwick
- Scooby-Doo and the Witch's Ghost : Jack
- The Ant Bully : une guêpe
- The Jungle Book 2 : Bagheera
- The Lion King 1½ : Sneezy
- The Wild : Camo ou Cloak
- Winnie the Pooh: A Very Merry Pooh Year : le narrateur
- Il était une fois un studio (Once Upon a Studio) : Bagheera

### Personnages dejeux vidéo
- Destroy All Humans! : un scientifique et un G-Man
- Dirge of Cerberus: Final Fantasy VII : Grimoire Valentine
- Les Quatre Fantastiques : Blastaar
- God of War II : Barbarian King, Icarus, Cronos, Hades
- Heroes of Might and Magic V: Hammers of Fate et Tribes of the East: Wulfstan
- Jeanne d'Arc : l'évêque
- Kingdom Hearts 2 : voix additionnelles
- Kingdom Hearts: Birth by Sleep : Sneezy
- Lemony Snicket's A Series of Unfortunate Events : l'oncle Monty
- Metal Gear Solid 4: Guns of the Patriots : le commandant de la société militaire privée
- Neopets: The Darkest Faerie (en) : le roi Werelupe
- SpongeBob SquarePants: Lights, Camera, Pants! : Manray
- SpongeBob's Truth or Square (en) : M. Krabs
- Spider-Man 3 : Le Caïd
- The Jungle Book Groove Party (en) : Bagheera
- White Knight Chronicles: International Edition : le roi Vallos